# Hūn
Hūn (arabiska: هون) är en distriktshuvudort i Libyen.   Den ligger i distriktet Al Jufrah, i den centrala delen av landet, 500 km sydost om huvudstaden Tripoli. Hūn ligger 260 meter över havet och antalet invånare är 18 878.
Terrängen runt Hūn är platt.  Trakten runt Hūn är nära nog obefolkad, med mindre än två invånare per kvadratkilometer. Närmaste större samhälle är Waddān, 18,9 km öster om Hūn. Trakten runt Hūn är ofruktbar med lite eller ingen växtlighet.